# Maltitol

Molekula maltitolu

Maltitol je polyol používaný jako sladidlo, v potravinách je možné ho nalézt pod označením E 965.

## Vlastnosti
Jeho vlastnosti jako např. rozpustnost a viskozita roztoku se podobají sacharóze, což umožňuje, aby člověk v ústech cítil jeho sladkost. Celkově jde ale o látku s nižší úrovní sladkostí než sacharóza.
Jeho užívání snižuje množství některých druhů bakterií v ústech, které napomáhají vzniku zubního plaku. Oproti sacharóze se zároveň méně vstřebává v tenkém střevě, má nižší glykemický index a je méně kalorický. Má lepší vlastnosti pro užití v potravinách než ostatní sladidla jako sorbitol a mannitol, které jsou více projímavé, nebo xylitol, který má chladivý efekt v ústech. Neúčastní se Maillardových reakcí, což vede k tomu, že v teple nehnědne (zvyšuje stabilitu vlastností produktů, ale není vhodný ke karamelizaci).
V množství 40 g u dospělých a 15 g u dětí nemá vliv na zažívání, nicméně polyoly mohou mít ve větším množství projímavý účinek (u maltitolu se v USA nevyžaduje toto varování na obalu potravin ho obsahujících, zatímco v EU obecně platí, že toto varování musí být přítomné, pokud produkt obsahuje alespoň 10% umělého sladidla typu polyol).

## Výroba a užití
V přírodě se přirozeně vyskytuje v ovoci, ale pro užití v průmyslu se vyrábí z pšeničného, kukuřičného nebo bramborového škrobu. Je užívaný v pečivu, mléčných výrobcích nebo čokoládách a žvýkačkách (u těch prodlužuje křupavost), ale používaný je i v zubních pastách. Užívá se ve formě prášku nebo sirupu.